# Хаппи-Валли-Гуз-Бей
Хаппи-Валли-Гуз-Бей (англ. Happy Valley-Goose Bay) — город на полуострове Лабрадор в канадской провинции Ньюфаундленд и Лабрадор.

## География и климат
Город расположен на юго-западе от озера Мелвилл, недалеко от устья реки Черчилл. 
Климат в городе близок к умеренно-холодному, Dfb согласно классификации климата Кёппена.

Среднегодовая температура в городе -0.1 °C. 

Среднегодовая норма осадков - 946 мм.
| Показатель                                | Янв.  | Фев.  | Март  | Апр.  | Май  | Июнь | Июль  | Авг.  | Сен. | Окт. | Нояб. | Дек.  | Год   |
| ----------------------------------------- | ----- | ----- | ----- | ----- | ---- | ---- | ----- | ----- | ---- | ---- | ----- | ----- | ----- |
| Абсолютный максимум, °C                   | 11,2  | 10,6  | 16,4  | 21,7  | 32,7 | 36,2 | 37,8  | 35,3  | 33,6 | 25,8 | 17,4  | 11,7  | 37,8  |
| Средний суточный максимум, °C             | −12,3 | −10,5 | −3,6  | 3,6   | 11,0 | 17,5 | 21,3  | 20,8  | 15,0 | 7,5  | 0,0   | −7,5  | 5,3   |
| Средняя температура, °C                   | −17   | −16   | −9,5  | −1,4  | 5,5  | 11,8 | 16,6  | 16,0  | 10,3 | 3,8  | −3,6  | −11,6 | 0,3   |
| Средний суточный минимум, °C              | −21,6 | −20,5 | −14,5 | −6,4  | 0,1  | 6,1  | 11    | 10,5  | 5,5  | 0    | −7,3  | −15,7 | −4,6  |
| Абсолютный минимум, °C                    | −38,9 | −39,4 | −35,6 | −29,7 | −15  | −4,2 | 0,1   | 0,0   | −6,7 | −17  | −26,1 | −36,7 | −39,4 |
| Норма осадков, мм                         | 66,8  | 56    | 64    | 63    | 70   | 87,7 | 111,8 | 107,2 | 86,6 | 88,1 | 75    | 62,6  | 938   |
| Источник: Хаппи-Валли-Гуз-Бей (1991-2020) |       |       |       |       |      |      |       |       |      |      |       |       |       |

## Население
По данным переписи населения Канады 2021 года, проведённой Статистической службы Канады, население Хэппи Вэлли-Гус-Бея составляло 8040 человек, проживающих в 3072 из 3390 частных домов, что на -0,9% меньше, чем в 2016 году, когда численность населения составляла 8109 человек. При площади суши в 304,52 км² плотность населения в 2021 году составляла 26,4 / км² 

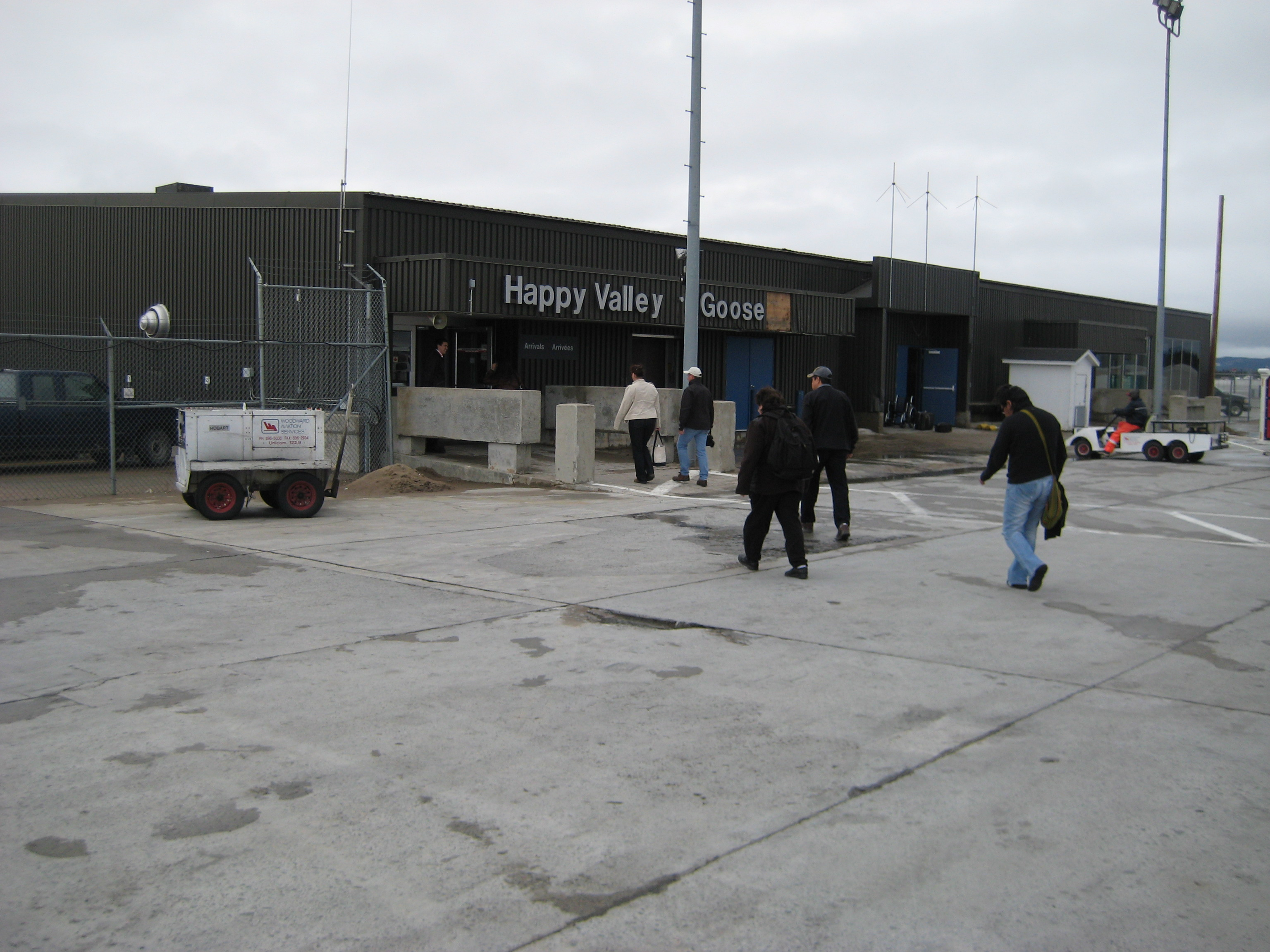
Здание терминала аэропорта Гуз-Бей

## История
В 1941 году был основан город Хаппи-Валли (с англ. Happy Valley - счастливая долина). 
В 1973 году, когда район Гуз-Бей был включён в состав города, название города сменилось на Хаппи-Валли-Гуз-Бей.

## Транспорт
Город находится на пересечении автомобильных, морских и воздушных путей, является важным транспортным узлом Лабрадора.
В городе есть международный аэропорт и причал, который обслуживает северное побережье Лабрадора.

## Известные люди
- Дженнифер Хейл, актриса озвучивания
- Хизер Иглолиорте, историк
- О’Риган, Шеймус, политик
- Кейт Рассел, политик
- Дорис Сондерс, архивариус
- Дженни Уильямс, фотограф и режиссер